# Belle Poule (1834)
Pour les autres navires du même nom, voir Belle Poule.
La  Belle Poule est un navire de guerre français en service de 1839 à 1861. C'est une frégate de premier rang, de soixante canons de la classe Surveillante. Elle est la troisième à avoir porté le nom de Belle Poule.

## Construction
La frégate la Belle Poule est construite entre le 1er avril 1828 et le 26 mars 1834 à Cherbourg, d'après les plans de l'ingénieur général M.F. Boucher. La coque est longue de 54 mètres, déplaçant 1 500 tonneaux. Elle est de forme très sobre avec peu de tonture.

## Carrière

### Campagne en Méditerranée
Sous  le commandement du prince de Joinville, fils de Louis-Philippe Ier, la Belle Poule rejoint en 1839 à  Smyrne l’escadre de l’amiral Lalande qui se tient prête à intervenir dans les affaires du Levant.

### Le retour des cendres de Napoléon

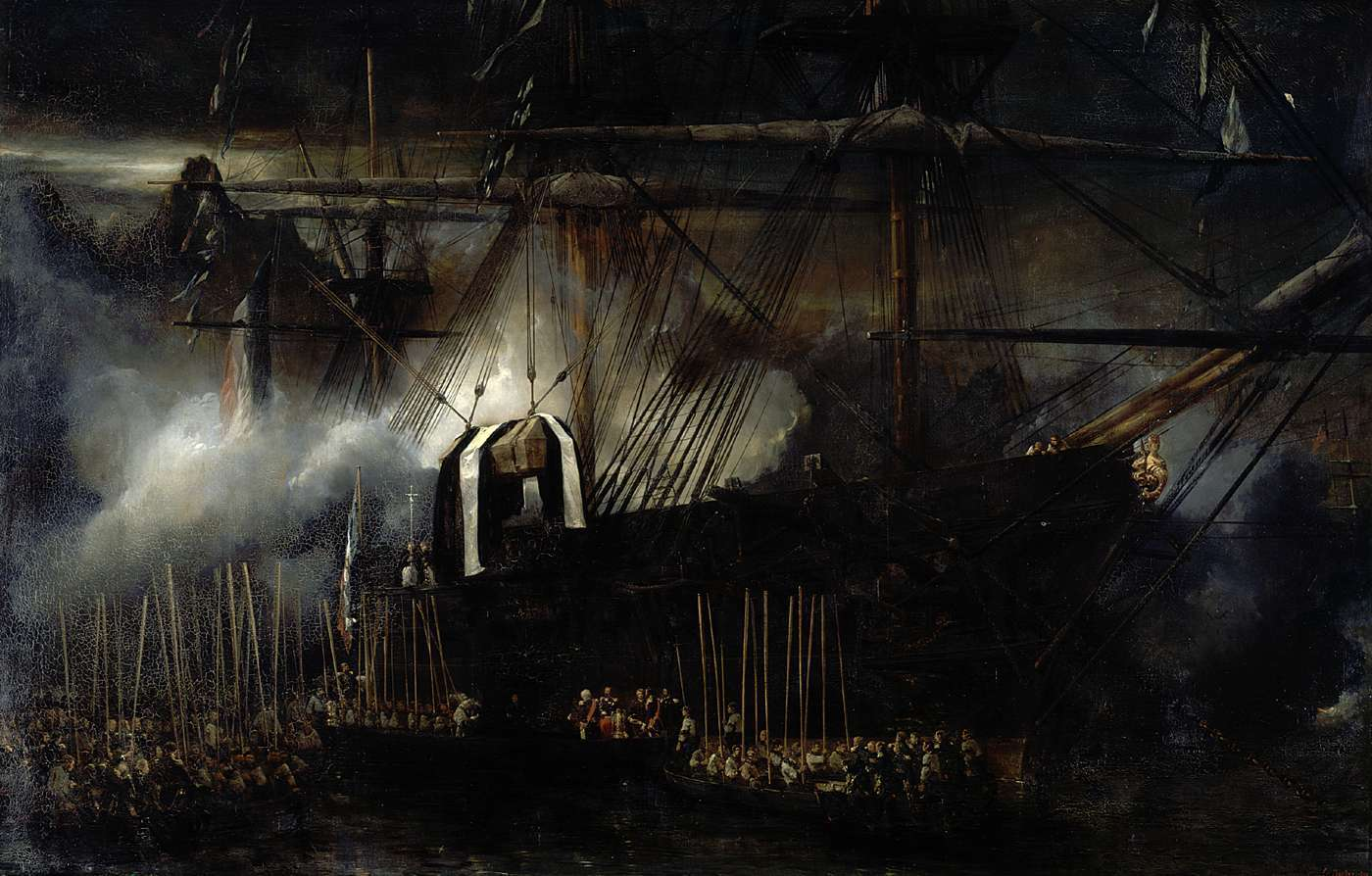
Retour des cendres sur la Belle Poule, par Eugène Isabey.

En 1840, le prince de Joinville est chargé par le gouvernement de rapatrier en France le corps de l’empereur Napoléon Ier qui repose à Sainte-Hélène depuis 1821. La Belle Poule est repeinte en noir et reçoit une chapelle ardente.

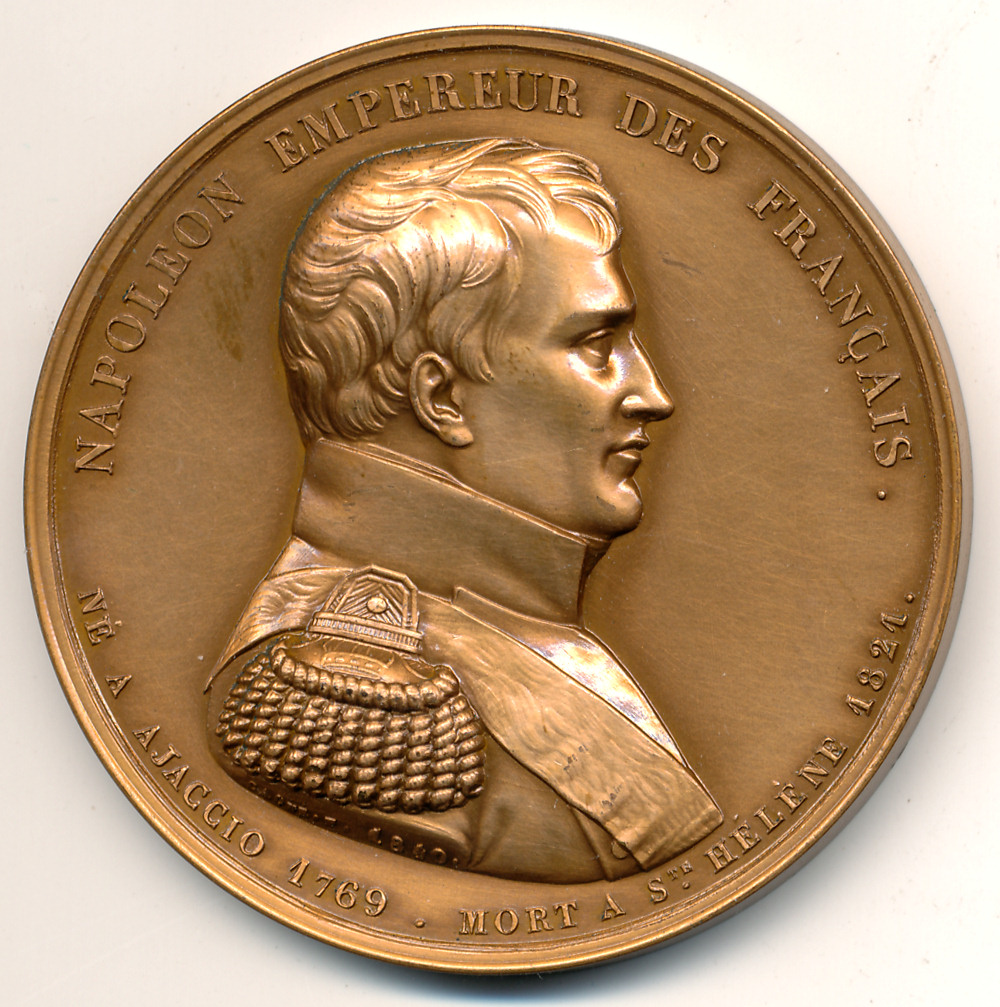
Médaille gravée en 1840 par Caqué pour le retour des cendres de l'Empereur, bronze 52 mm

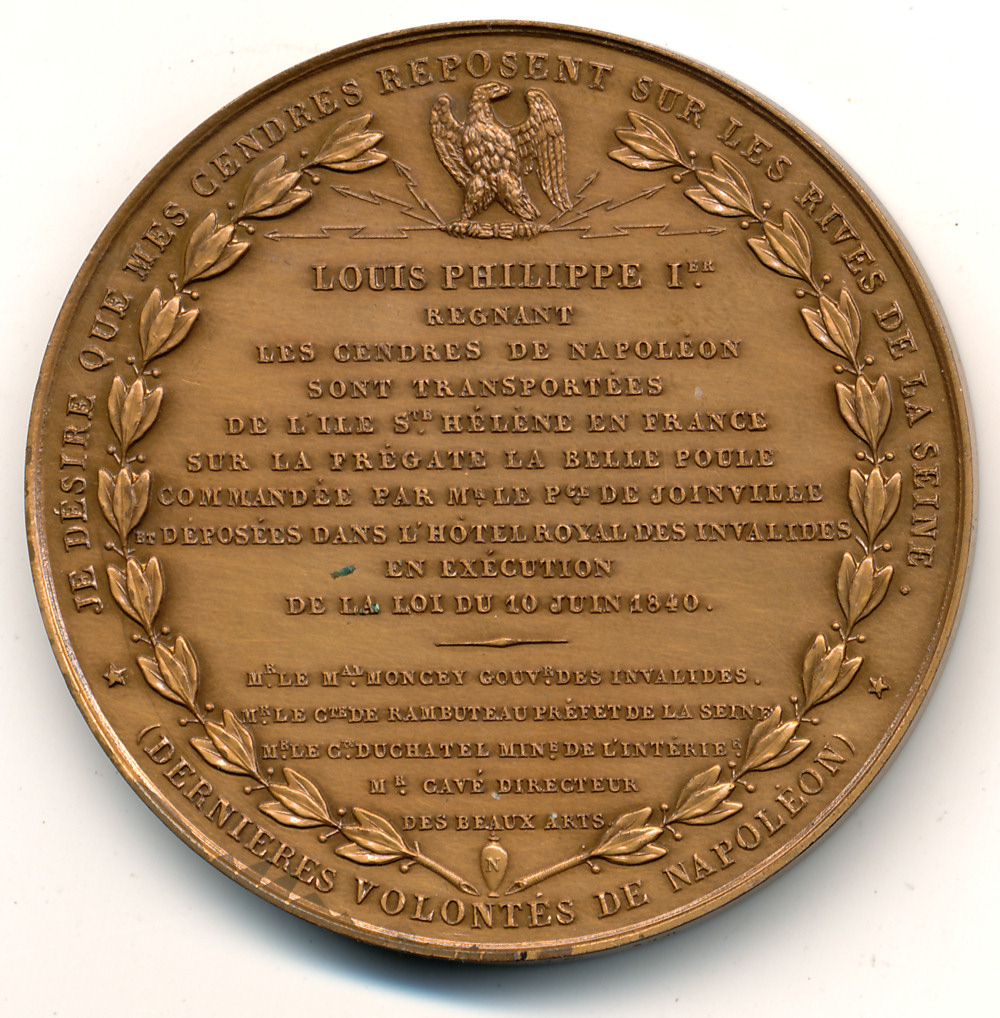
Revers de la médaille où est citée la Belle Poule.

Après un voyage de quatre-vingt-treize jours, la frégate mouille devant Sainte-Hélène. Le cercueil de Napoléon est exhumé le 15 octobre 1840. Transféré sur la Belle Poule, il arrive à Cherbourg le 30 novembre, d’où des vapeurs le conduisent par la Seine à Paris pour être inhumé aux Invalides.

## Voyages de laBelle Poule
De 1841 à 1843, la Belle Poule est utilisée pour les voyages diplomatiques du prince de Joinville. Elle se déplace ainsi à Amsterdam, Cap-Rouge, Halifax, New York, Philadelphie, Washington et Lisbonne.
En 1843, la frégate se rend à Rio de Janeiro pour permettre au prince de Joinville d’épouser la fille de l’empereur du Brésil.

## Expédition du Maroc
En 1844, la Belle Poule rejoint une escadre commandée par le prince de Joinville pour s’opposer au soutien accordé par les Marocains à Abd el-Kader. Cette action est combinée avec l’intervention à terre du maréchal Bugeaud, gouverneur de l'Algérie. L’opération est marquée par le bombardement de Tanger et l’occupation de Mogador (aujourd'hui Essaouira).

## Service durant le Second Empire

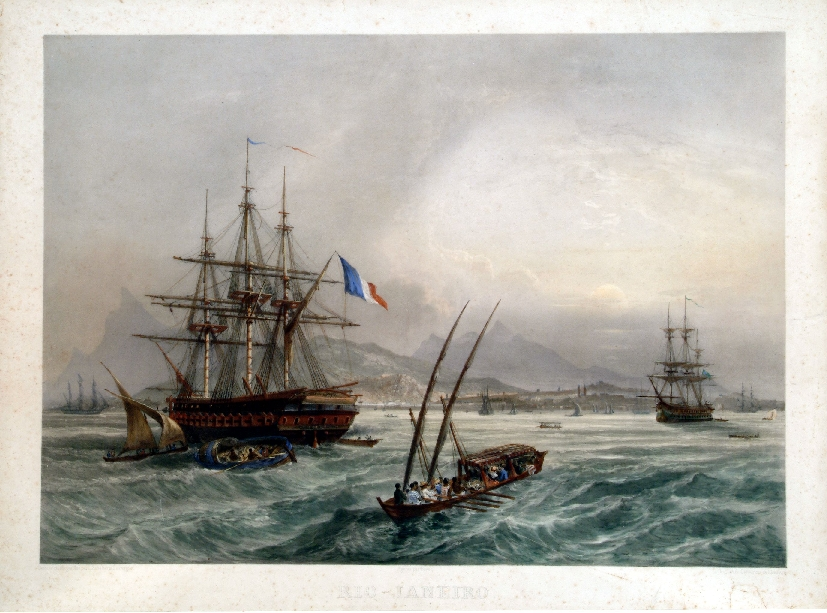
La Belle Poule, par Léon Jean Baptiste Sabatier.

La Belle Poule effectue de nombreuses croisières dans l’océan Indien. Elle devient un transport de troupes et de munitions en 1854 durant la guerre de Crimée. 
En 1859, la frégate sert de magasin de poudre à Gênes. Elle termine sa carrière en 1861 avant d’être démolie en 1888.

## Galerie

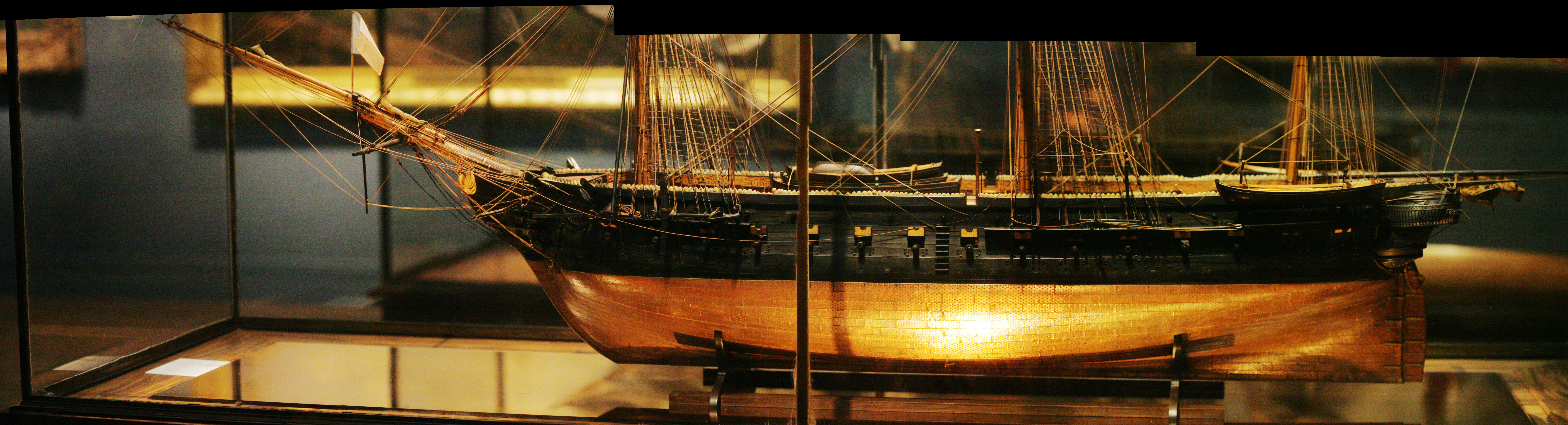
Maquette du Musée de la Marine, Paris
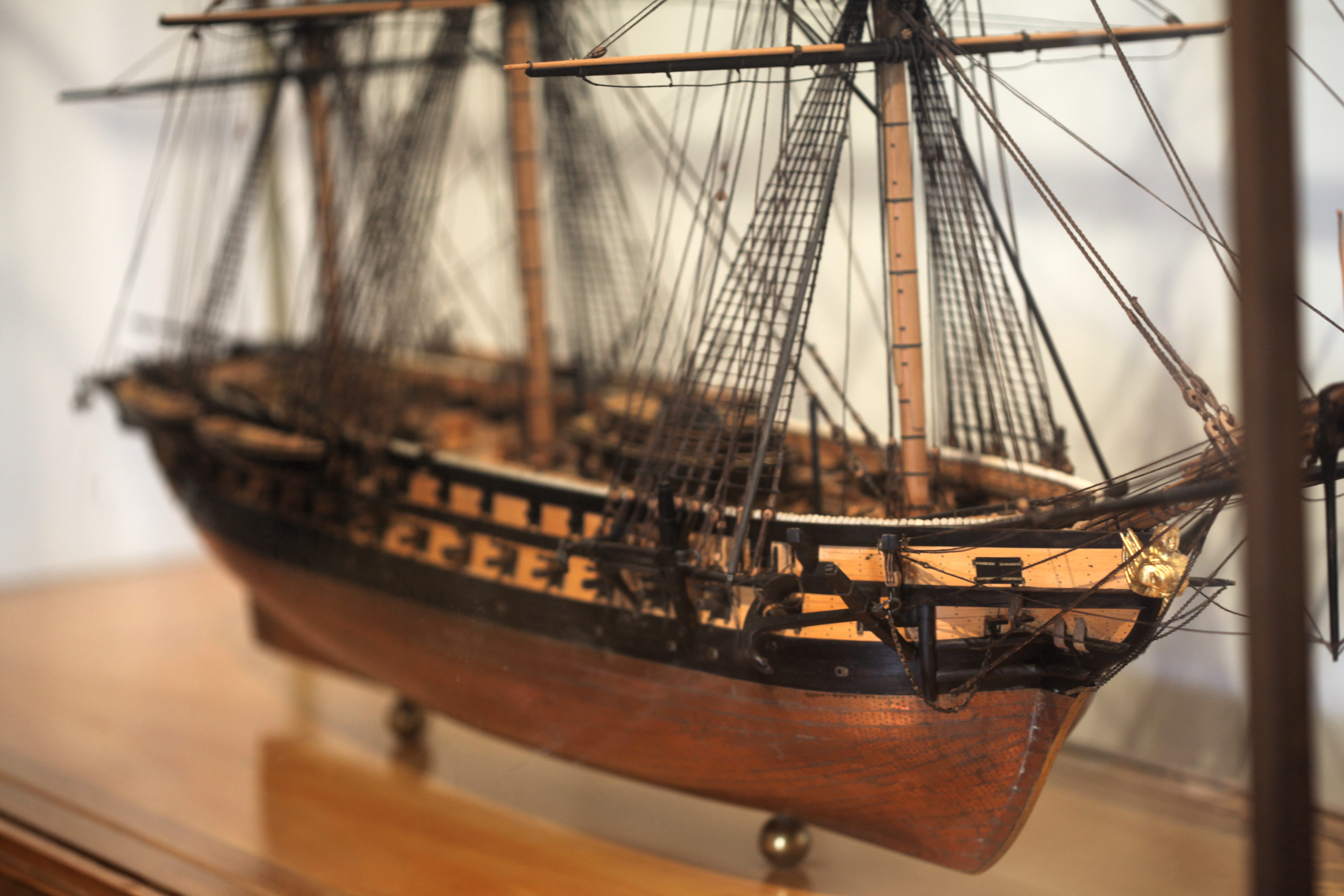
Maquette du Musée de la Marine, Toulon
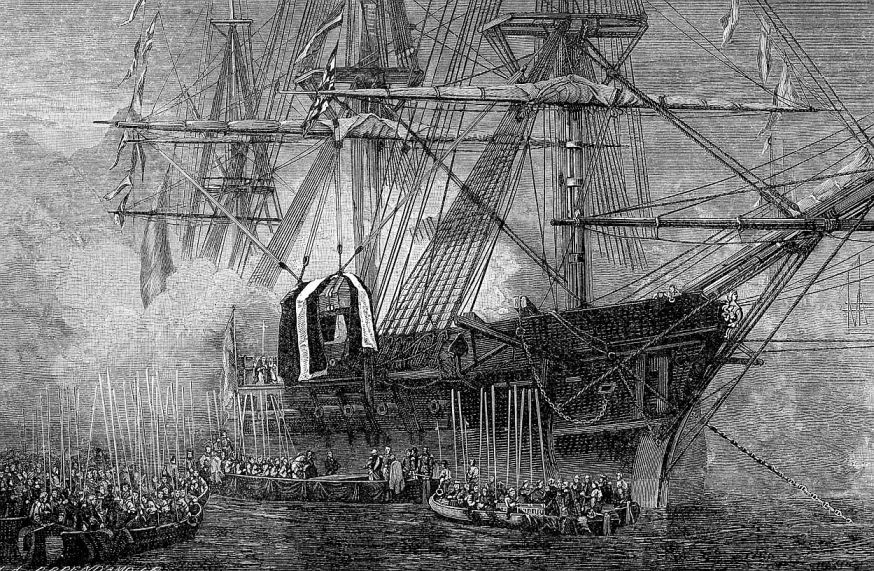
Eugène Isabey : La Belle Poule, le 15 octobre 1840, lors du retour des cendres de Napoléon (1842, Château de Versailles)
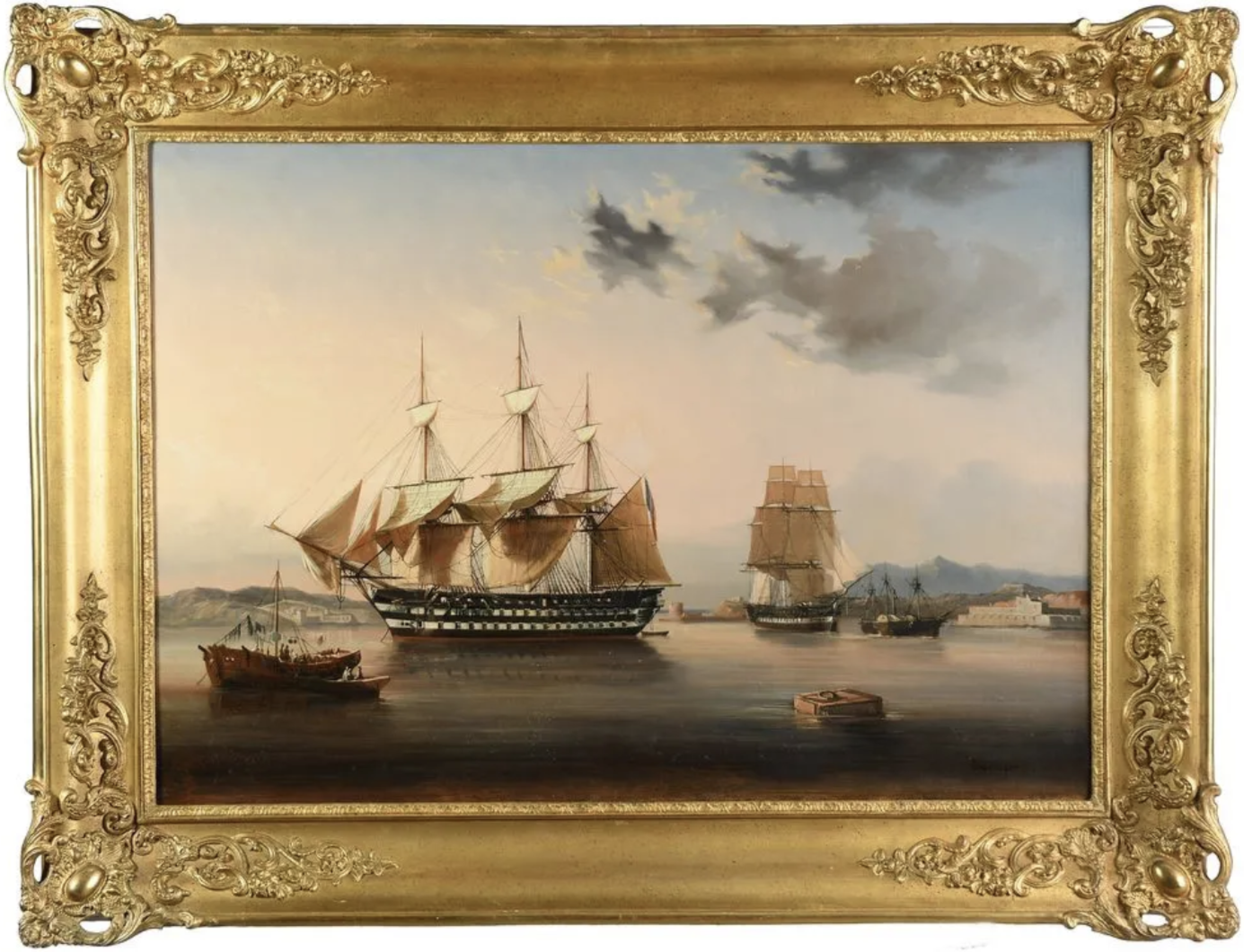
Barthélémy LAUVERGNE (1805-1871). « L'Etoile et La Belle Poule en port de Toulon par mer calme »